# Ópera de Wuppertal

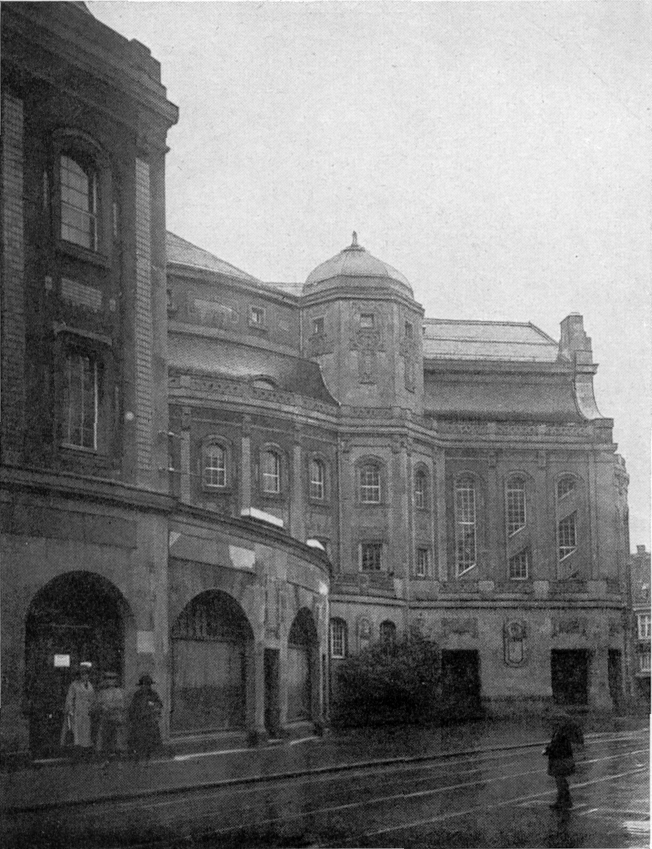
(1905)

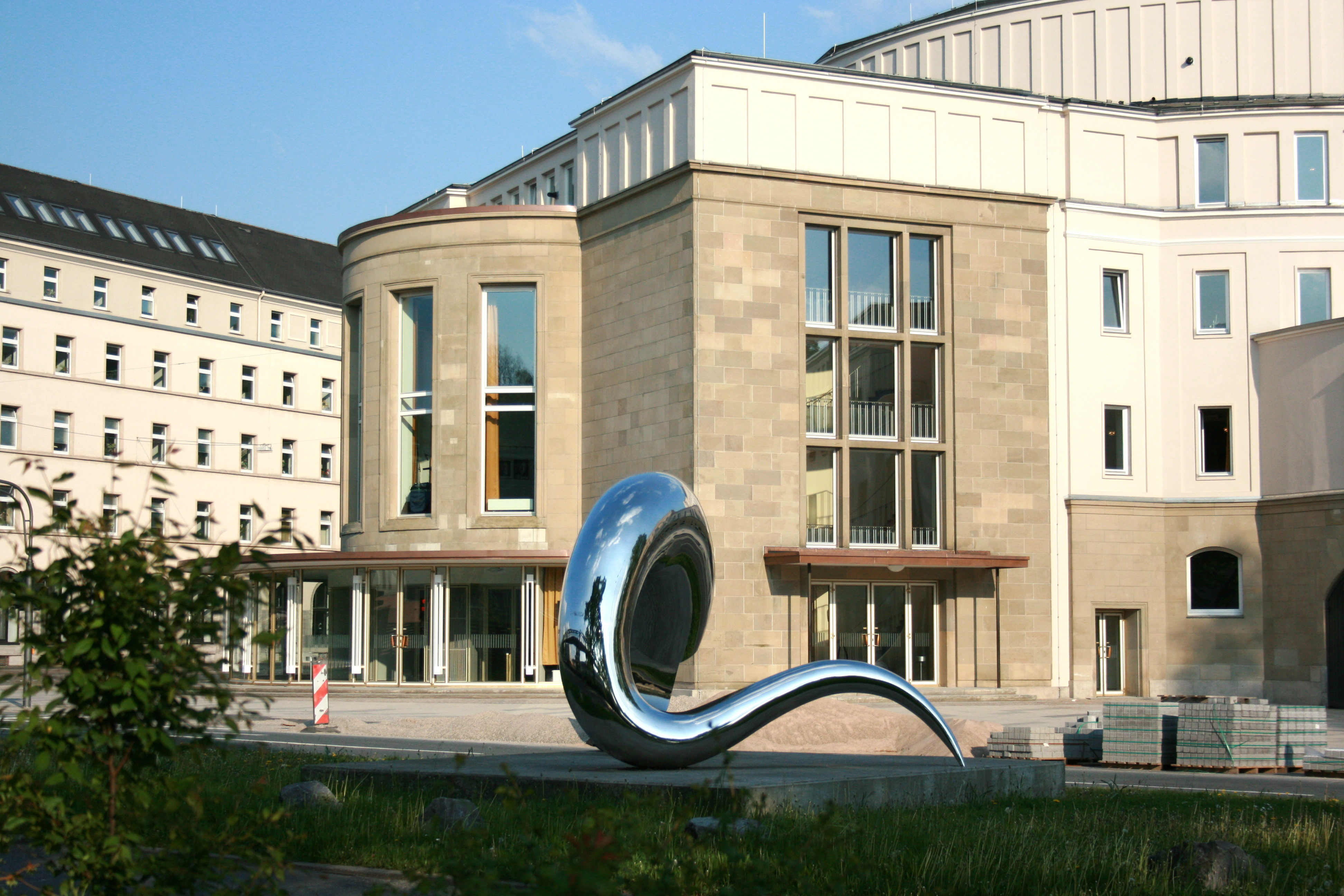
(2009)

La Ópera de Wuppertal (Opernhaus Wuppertal) es un teatro donde se dan óperas, ballets y dramas en la ciudad alemana del mismo nombre (en la zona de Ruhr, entre Düsseldorf, Bochum, Essen y Hagen).
El teatro original —construido por Carl Moritz en 1905 combinando elementos barrocos con Jugendstil— fue sede de importantes eventos, entre ellos El anillo del nibelungo dirigido por Hans Knappertsbusch en 1942; el 30 de mayo de 1943 fue destruido durante bombardeos de la Segunda Guerra Mundial, en el marco de  de la batalla del Ruhr.
En 1956, con Mathis der Maler de Paul Hindemith, se reabrió en una moderna sede provisoria que fue reemplazada en 1966 por un complejo para tres teatros —ópera, dramas y para ballet—, en el que tiene su sede la famosa compañía Tanztheater Wuppertal, de Pina Bausch.
El teatro fue renovado y remozado en 2006-2008.